# Paňa
Paňa es un municipio del distrito de Nitra en la región de Nitra, Eslovaquia, con una población estimada a final del año 2024 de 421 habitantes.
Se encuentra ubicado en el centro-oeste de la región, en el valle del río Nitra (cuenca hidrográfica del Danubio) y cerca de la frontera con la región de Trnava.

## Demografía
| Año        | 1994 | 2004 | 2014     | 2024     |
| ---------- | ---- | ---- | -------- | -------- |
| Población  | 317  | 317  | 370      | 421      |
| Diferencia |      | +0 % | +16,71 % | +13,78 % |

| Año        | 2023 | 2024    |
| ---------- | ---- | ------- |
| Población  | 411  | 421     |
| Diferencia |      | +2,43 % |